# 项汉
项汉（？—），湖南湘剧院演员。

## 生平
1953年考入湖南省文化局小学员训练班，师从湘剧演员罗元德、黄元和。两年后，在田汉的邀请下，随班到北京演出，出演《打猎回书》中的刘承佑，很成功，被选中到怀仁堂演出。毛泽东、刘少奇、周恩来、朱德等中央领导同志都来了，当时他13岁。他从文小生演到文武小生，再到武小生、武生兼文武丑，《挡马》、《三岔口》、《时迁盗鸡》都是他的拿手好戏。表演生涯中，他发生过很多事，曾经想报考战士歌舞团，因湘剧院不放人而未走成；因妻子演出不在，而让妹妹代嫂子领结婚证。

## 作品

### 湘剧
- 《打猎回书》——刘承佑
- 《挡马》
- 《三岔口》
- 《时迁盗鸡》

### 电视剧
《西游记》（1982）——武术指导，顺风耳、黑熊怪、高才、土地爷、黄狮精、强盗、阿傩罗汉、大马猴

## 项汉与《西游记》
1976年，他认识了导演杨洁，加入了《西游记》剧组，饰演了一系列角色，并担任了该片武术设计。并在拍摄中救了饰演孙悟空的六小龄童。

## 家庭

### 妻子
许湘英